# Rikke Marie Granlund
Rikke Marie Granlund (* 14. November 1989 in Oslo, Norwegen) ist eine norwegische Handballspielerin, die dem Kader der norwegischen Beachhandballnationalmannschaft angehört.

## Karriere

### Hallenhandball
Rikke Marie Granlund spielte anfangs für Bækkelagets SK, bevor sie 2012 zu Nordstrand IF wechselte. Mit Nordstrand spielte sie insgesamt drei Spielzeiten in der höchsten norwegischen Spielklasse. Nachdem der Verein 2016 Konkurs gegangen war, schloss sich die Torhüterin Halden HK an. Als Halden ein Jahr später ebenfalls Konkurs ging, unterschrieb sie einen Vertrag beim norwegischen Erstligisten Oppsal IF. Ab 2018 hütete Granlund das Tor vom dänischen Erstligisten Team Esbjerg. In der Saison 2018/19 gewann sie mit Esbjerg die dänische Meisterschaft und stand im Finale des EHF-Pokals. Eine Spielzeit später gewann sie erneut die dänische Meisterschaft. Im Sommer 2021 wechselte sie zum französischen Erstligisten Chambray Touraine Handball. Seit der Saison 2023/24 steht sie beim norwegischen Erstligisten Sola HK unter Vertrag. Nach ihrer Schwangerschaft bestritt sie erst am 4. Oktober 2023 ihr erstes Pflichtspiel für Sola.
Granlund bestritt am 25. November 2020 ihr Debüt für die norwegische Nationalmannschaft. Aufgrund der COVID-19-Erkrankung von Silje Solberg rückte Granlund kurz vor der Europameisterschaft 2020 ins norwegische Aufgebot. Im Auftaktspiel der EM gegen Polen parierte sie 8 von 17 Würfen. Nach dem ersten Hauptrundenspiel nahm Solberg ihren Platz im norwegischen Kader ein. Am Turnierende gewann Norwegen den Titel. Bei WM-Erfolg 2021 kam Granlund in drei Partien zum Einsatz.

### Beachhandball
Mit der norwegischen Beachhandballnationalmannschaft gewann 2017 Granlund die Goldmedaille bei der Beachhandball-Europameisterschaft. Im selben Jahr nahm sie an den World Games teil. Weiterhin belegte sie bei der Beachhandball Euro 2019 den sechsten Platz.